# Nonstop
Nonstop foi um girl group português de música pop, formado pelas vencedoras do concurso musical televisivo  Popstars, emitido pela rede de televisão SIC em 2001. O grupo foi formado por Andrea, Kátia, Fátima, Liliana e Rita. Apesar de nunca terem anunciado o fim do grupo, o período de atividade do mesmo deu-se entre 2001 e 2006.

## Carreira
As Nonstop lançaram o seu primeiro álbum, o homónimo NonStop, em julho de 2001, que atingiu a marca de disco de ouro. O primeiro single, "Ao Limite Eu Vou", foi produzido pela dupla Steelworks, Tim Woodcock e Elliot Kennedy. Fátima abandonou o projecto logo no início de 2002. Entretanto a canção "Olhar P’ra Ti (Só Para Ti)" foi escolhida para integrar a banda sonora da telenovela Fúria de Viver e os elementos do grupo tiveram uma participação especial na série Uma Aventura, da SIC. Fazem também uma cover do tema "Lady Marmalade". O segundo álbum, Tudo Vai Mudar, foi lançado em maio de 2004. O disco inclui temas como "E Tudo Vai Mudar" - que serviu como single, passando regularmente na MTV Portugal - , "Veneno no Olhar" (versão de "Poison" das Bardot), "Se Fores Partir", "Quero Saber Por Ti" e "Play-Back" (versão do tema de Carlos Paião). O disco contava novamente com temas da autoria da dupla Steelworks. Produtores nacionais como os No Stress (AC Firmino e Augusto Armada), Carlos Juvantes e Gonçalo Pereira também deram o seu contributo para o álbum.
Em 2005, Rita Reis participa no disco Ritmo, Amor e Palavras, de Boss AC (na canção "És mais que uma mulher") e em Chokolate, de Gutto (na canção "Importante", que integra a banda sonora da telenovela Tempo de Viver). Rita, Andrea e Liliana fizeram ainda uma pequena aparição no teledisco de "Só Quero Dançar", de Gutto. Ainda em 2005, as Nonstop começam a divulgar a balada "Assim Como És", produzida pela dupla Boss AC e Gutto, e a versão inglesa de "E Tudo Vai Mudar" ("Sooner Or Later"). A convite de Elvis Veiguinha, as Nonstop participam no Festival RTP da Canção de 2006, com o tema "Coisas de Nada", que vencem com 76 pontos.A sua última grande atuação em público ocorreu no Festival Eurovisão da Canção desse mesmo ano, realizado em Atenas, onde não passaram da semifinal, tendo ficado classificadas no 19.º lugar (de 23), com 26 pontos. A partir de 2007, são solicitadas para colaborar em vários projetos. Liliana participou no álbum Deixa Ferver, de Gutto, e Kátia participou na gravação do "Hino dos 50 anos da RTP". Já em 2009, Andrea e Liliana participaram em dois grandes sucessos de música house portuguesa. A primeira interpretou o tema "Selfish Love", do DJ Pedro Cazanova e a segunda aparece no single "Ibiza for Dreams" do DJ Diego Miranda. Em 2010, Liliana voltou a trabalhar com Diego Miranda - juntando-se também ao DJ Villanova -, em "Just Fly".
Em 2012, Rita Reis substituiu Mónica Ferraz como a vocalista do projeto Mesa. Em 2014, Liliana e Andrea formaram o Projecto Kaya, que funde música portuguesa com ritmos africanos. A 26 de Junho de 2018 as Nonstop reuniram-se para um concerto especial no Lisboa Arraial Pride na Praça do Comércio, em Lisboa. Em março de 2021, as integrantes do grupo cogitaram a possibilidade de fazerem uma digressão especial, para celebrarem o 20º aniversário das Nonstop, afirmando que isso dependeria da evolução da situação pandémica em Portugal. A 3 de setembro, Liliana publicou vários vídeos na rede social Instagram, onde mostra que as Nonstop estão em ensaios para um regresso iminente aos palcos.

## Discografia

### Álbuns
- Nonstop (EMI, 2001)
- Tudo Vai Mudar (EMI, 2004)